# Bartolomeo Aimo
Bartolomeo Aimo (* 25. September 1889 in Virle Piemonte; † 11. Dezember 1970 in Turin) war ein italienischer Radrennfahrer.

## Sportliche Laufbahn
Aimo (teilweise auch Aymo genannt) war im Straßenradsport aktiv und von 1919 bis 1930 Berufsfahrer. In seinem ersten Jahr, das er für das Radsportteam Ganna bestritt, gewann er das Rennen Napoli–Potenza. 1920 siegte er im Giro delle Alpi Apuane und auf zwei Etappen des Giro dei Tre Mari. 1922 konnte er zwei Etappen des Giro d’Italia für sich entscheiden. 1923 siegte er im Giro del Piemonte vor Camillo Arduino. Mit dem Sieg auf der 1. Etappe des Giro 1923 übernahm er auch das Rosa Trikot. Er gewann auch den Giro della Provincia di Milano. 1925 und 1926 gewann er jeweils eine Etappe der Tour de France. Im Giro d’Italia war er siebenmal am Start. 1922 wurde er Zweiter hinter Giovanni Brunero. 1921, 1923 und 1928 wurde er Dritter der Gesamtwertung. Die Tour de France fuhr er viermal. Zweimal fuhr er auf das Podium. 1925 wurde er beim Sieg von Ottavio Botecchia Dritter und 1926 ebenfalls Dritter, als Lucien Buysse aus Belgien gewann. Dazu kam der vierte Rang 1924.
In den Rennen der Monumente des Radsports wurde er 1922 Dritter bei Mailand–Sanremo und ebenfalls 1922 Dritter in der Lombardei-Rundfahrt.